# Alicia Agneson
Alicia Agneson (Eskilstuna, 26 febbraio 1996) è un'attrice svedese, famosa per i suoi ruoli come Freydis e Katja nella serie televisiva Vikings..

## Biografia
Fin da bambina, la Agneson si è avvicinata al canto, alla danza e alla recitazione in piccole produzioni teatrali in Svezia e si è trasferita a Londra all'età di quindici anni per continuare la sua carriera.
Dal 2017 recita nella serie TV Vikings e nel 2019 ha preso parte al film The Courier.

## Filmografia

### Cinema
- Little Kingdom, regia di Peter Magat (2019)
- The Courier, regia di Zackary Adler (2019)
- The Obscure Life of the Grand Duke of Corsica, regia di Daniel Graham (2021)
- Cake Bomb, regia di Alexi Tan - cortometraggio (2021)

### Televisione
- Vikings – serie TV, 21 episodi (2017-2020)

- Clark – miniserie TV, 2 puntate (2022)